# Луїс Лонгстафф
Луїс Джеймс Лонгстафф (24 лютого 2001) — англійський футболіст, півзахисник команди шотландського Чемпіоншипу «Коув Рейнджерс».

## Кар'єра
Лонгстафф дебютував на професійному рівні за «Ліверпуль» 17 грудня 2019 року в стартовому складі в гостьовому матчі проти «Астон Вілли» в чвертьфіналі Кубка EFL.
31 серпня 2021 року він приєднався до клубу шотландського третього дивізіону «Квінс Парк» на правах оренди до 30 червня 2022 року.
У червні 2022 року «Ліверпуль» оголосив, що він залишить клуб наприкінці місяця, коли закінчиться термін його контракту.
4 серпня 2022 року він приєднався до команди Чемпіонату Шотландії «Коув Рейнджерс».

## Особисте життя
Хоча він того ж віку і родом з тієї ж частини північного сходу Англії, що й інші гравці Шон і Метті Лонгстаффи, він не пов’язаний з ними.

## Статистика виступів

### Статистика клубних виступів
Станом на 7 вересня 2022 
| Сезон             | Клуб              | Чемпіонат         | Чемпіонат | Чемпіонат | Національний кубок | Національний кубок | Національний кубок | Континентальні кубки | Континентальні кубки | Континентальні кубки | Інші змагання | Інші змагання | Інші змагання | Усього | Усього |
| Сезон             | Клуб              | Ліга              | Ігор      | Голів     | Ліга               | Ігор               | Голів              | Ліга                 | Ігор                 | Голів                | Ліга          | Ігор          | Голів         | Ігор   | Голів  |
| ----------------- | ----------------- | ----------------- | --------- | --------- | ------------------ | ------------------ | ------------------ | -------------------- | -------------------- | -------------------- | ------------- | ------------- | ------------- | ------ | ------ |
| 2019-20           | Ліверпуль         | прем'єр-ліга      | 0         | 0         | Кубок EFL          | 1                  | 0                  | —                    | —                    | —                    | —             | —             | —             | 1      | 0      |
| 2021–22           | Квінс Парк        | Перша ліга        | 27        | 4         | КШ                 | 1                  | 0                  | —                    | —                    | —                    | —             | —             | —             | 28     | 4      |
| 2022-23           | Коув Рейнджерс    | Чемпіоншип        | 4         | 0         | —                  | —                  | —                  | —                    | —                    | —                    | —             | —             | —             | 4      | 0      |
| Усього за кар'єру | Усього за кар'єру | Усього за кар'єру | 31        | 4         |                    | 2                  | 0                  |                      | 0                    | 0                    |               | 0             | 0             | 33     | 4      |

## Титули та досягнення
Ліверпуль
- Молодіжний кубок Англії : 2018–19